# Transição imperial japonesa de 2019
A transição imperial japonesa de 2019 ocorreu em 30 de abril de 2019, quando o imperador Akihito abdicou do Trono do Crisântemo, tornando-se o primeiro soberano japonês a abdicar nos últimos dois séculos. O fim do reinado de Akihito marcou o fim da Era Heisei e precipitou inúmeras festividades pela ascensão de seu sucessor, o príncipe herdeiro Naruhito. A cerimônia de entronamento de Naruhito ocorreu em 22 de outubro de 2019. O Príncipe Akishino, seu irmão mais novo, é cotado como possível herdeiro presuntivo da nova era imperial.

## Constitucionalidade

### Antecedentes

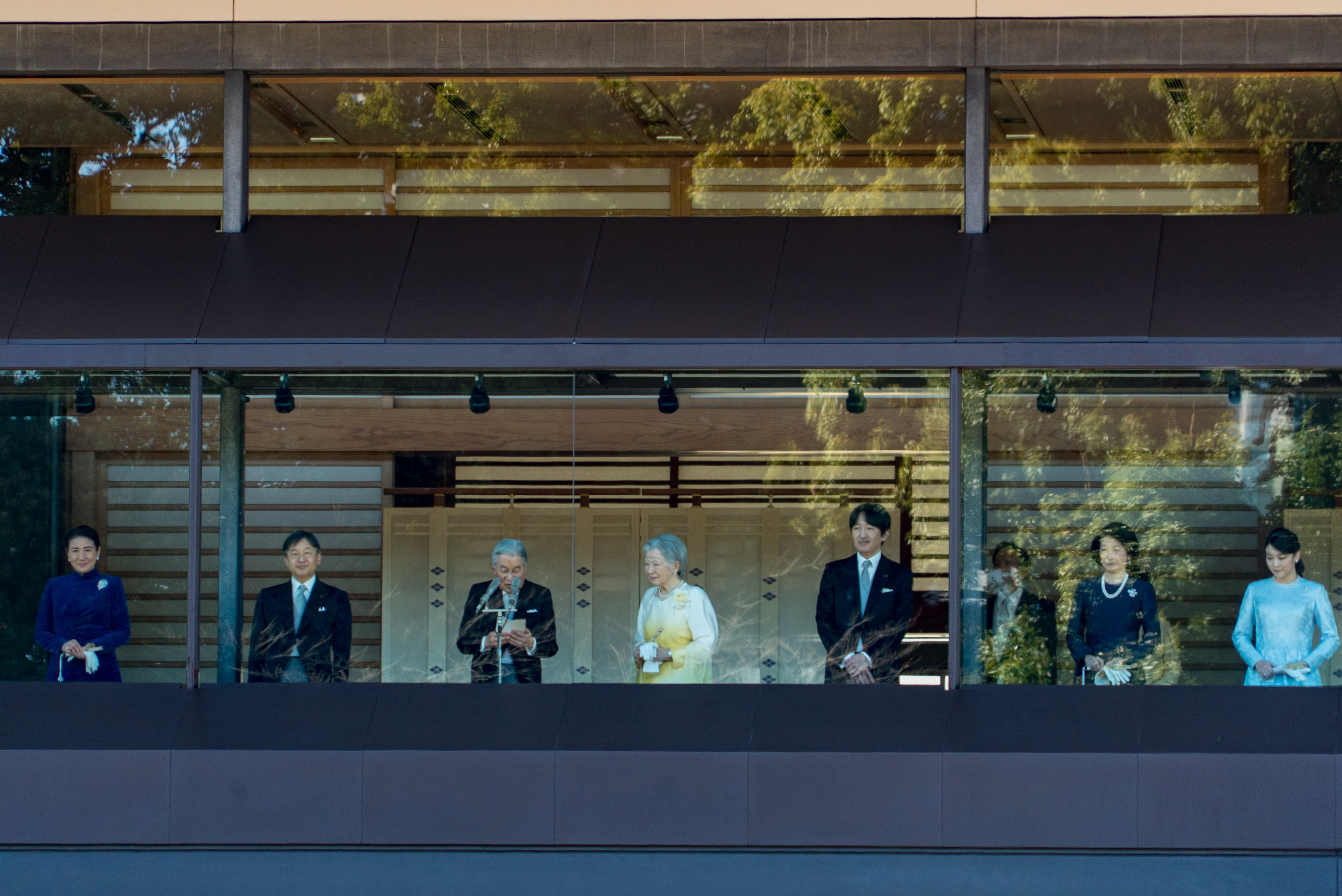
Akihito e membros da Casa Imperial durante o tradicional discurso de ano-novo, 2 de janeiro de 2018. Tal ocasião foi considerada um dos últimos atos públicos de seu reinado.

Em 2010, Akihito informou seu conselho imperial sobre uma futura abdicação, alegando principalmente problemas de saúde. Contudo, membros sênior da Agência Imperial japonesa não levaram o anúncio adiante.
Em 13 de julho de 2016, a rede televisiva nacional NHK divulgou notícias de que o Imperador desejava abdicar em favor de seu primogênito, o Príncipe-herdeiro Naruhito, dentro de poucos anos.
Entretanto, membros da Agência da Casa Imperial negaram qualquer plano oficial para a abdicação do monarca. Segundo a Casa Imperial, uma potencial abdicação do Imperador só seria possível após uma emenda à Lei Imperial japonesa, que tradicionalmente não prevê tal tipo de medida.

### Discurso à nação
Em 8 de agosto de 2016, o Imperador concedeu um raro pronunciamento televisivo, no qual enfatizou sua idade avançada e delicada saúde. Tal discurso foi interpretado pela imprensa internacional como indicativos de uma intenção de abdicar.

### Legislação
Com a intenção de abdicação não confirmada, o Gabinete do Japão apontou Yasuhiko Nishimura como vice-supervisor da Agência da Casa Imperial japonesa.
Em outubro de 2016, o governo japonês formou um painel de especialistas para debater o processo abdicatório de Akihito, que recomendou que a lei deve ser uma medida única para Akihito. No ano seguinte, o Comitê de Orçamento da Câmara dos Representantes passou a debater informalmente a natureza constitucional da possível abdicação de Akihito.
Em 19 de maio de 2017, o projeto de lei que permitiria a abdicação do Imperador foi apresentado pelo Gabinete do Japão. Em 8 de junho, a Dieta Nacional aprovou em sessão única a lei que permitiria a abdicação de Akihito, permitindo que o governo iniciasse os preparativos para a transição imperial diretamente com porta-vozes do Príncipe Naruhito. No dia 30 de abril de 2019, a abdicação foi concluída com as devidas formalidades.
Akihito recebeu o título de Jōkō (上皇), uma abreviação de Daijō Tennō (太上天皇, título tradicionalmente assumido por monarcas que abdicaram em favor de seus sucessores), enquanto a Michiko do Japão recebeu o título de Jōkōgo (上皇后).

## Convidados estrangeiros
Cerca de 130 chefes de estado e de governo participaram dessa cêremonia. Os seguintes convidados deverão participar da cerimônia.
Membros da realeza :
- Hassanal Bolkiah, sultão do Brunei
- Norodom Sihamoni, Rei do Camboja
- Jigme Khesar Namgyel Wangchuck e Jetsun Pema, Rei e rainha do Butão[20]
- Carlos XVI Gustavo e Vitória, Princesa Herdeira da Suécia[21]
- Abdullah II e Rania da Jordânia, Rei e rainha da Jordânia
- Guilherme Alexandre e Máxima, Rei e rainha da Holanda
- Filipe e Matilde, rei e rainha de Bélgica
- Felipe VI da Espanha e Letizia, Rei e rainha da Espanha
- Tunku Azizah, Sultão consorte da Malásia
- Henrique, Grão-Duque de Luxemburgo
- Alberto II, príncipe de Mônaco
- Frederico e Maria, príncipe e princesa herdeiros da Dinamarca
- Haakon, príncipe herdeiro da Noruega
- Charles, príncipe de Gales
- Mohammad bin Salman, príncipe herdeiro da Arábia Saudita
- Salman Al Khalifa, príncipe herdeiro do Bahrein
- Tupou VI, rei de Tonga

Não-reais :
- Maria Luiza Ribeiro Viotti, Secretário-geral adjunto das nações unidas
- Audrey Azoulay, Diretor Geral da UNESCO
- União Europeia Federica Mogherini, Vice Presidente da Comissão Europeia
- Shinzo Abe, Primeiro-ministro do Japão
- Lee Nak-yeon, Primeiro-ministro da Coreia do Sul
- Wang Qishan, Vice-presidente da China
- Ma'ruf Amin, Vice Presidente de Indonésia
- Ram Nath Kovind, Presidente da Índia
- Ashraf Ghani, Presidente do Afeganistão[22]
- Elaine Chao,  Secretário de transportes dos Estados Unidos
- Richard Wagner, Chefe de justiça do Canadá
- Enrique Pena Nieto, ex-presidente do México
- Nicolas Sarkozy, ex Presidente da França
- Alexander Van der Bellen, Presidente da Áustria
- Frank-Walter Steinmeier, Presidente da Alemanha
- Maria Elisabetta Alberti Casellati, Presidente do Senado da Itália[23]
- Dmitry Medvedev,  Primeiro-ministro da Rússia
- János Áder, Presidente da Hungria
- Sauli Niinistö, Presidente da Finlândia
- Recep Tayyip Erdoğan, Presidente da Turquia
- Karolos Papoulias, Presidente da Grécia
- Vaticano Francesco Monterisi, Cardeal
- Halimah Yacob, Presidente de Singapura
- Benjamin Netanyahu, Primeiro-ministro de Israel
- Jair Bolsonaro, Presidente do Brasil
- Jimmy Morales, Presidente da Guatemala
- Gabriela Michetti, Vice Presidente de Argentina
- Mario Abdo Benítez, Presidente do Paraguai
- Eduardo Frei Ruiz-Tagle, ex-presidente do Chile
- Carlos Holmes Trujillo, Ministro das relações exteriores da Colômbia
- Francisco Enrique Hugo Petrozzi Franco, Vice presidente do Peru
- Rodolfo Nin Novoa, Ministro das relações exteriores do Uruguai
- Arif Alvi, Presidente de Paquistão
- Aung San Suu Kyi, Conselheiro de estado de Myanmar
- Prayut Chan-o-cha, Primeiro ministro da Tailândia
- Rodrigo Duterte, Presidente das Filipinas
- Félix Tshisekedi, Presidente da República Democrática do Congo
- Joseph Kabila, Presidente da República do Congo
- Paul Kagame, Presidente de Ruanda
- Uhuru Kenyatta, Presidente do Quênia
- Candith Mashego-Dlamini, Ministro das relações exteriores da África do Sul
- Simbarashe Mumbengegwi, Vice Presidente do Zimbabue
- Andrej Babiš, Primeiro ministro da Chéquia
- Peter Pellegrini, Primeiro ministro da Eslováquia
- Borut Pahor, Presidente de Eslovênia
- Nikol Pashinyan, Primeiro ministro da Armênia
- Viktor Guminsky, Vice Presidente de Bielorrússia
- Nguyễn Xuân Phúc, Primeiro ministro do Vietnã
- Volodymyr Zelensky, Presidente da Ucrânia
- Mahmoud Abbas, Presidente da Palestina
- David Hurley, Governador Geral da Austrália
- Patsy Reddy, Governador Geral da Nova Zelândia